# Узінкі (Аляска)
Узінкі (англ. Ouzinkie) — місто (англ. city) в США, в окрузі Кодіяк-Айленд штату Аляска. Населення — 109 осіб (2020).

## Географія
Узінкі розташоване за координатами 57°55′30″ пн. ш. 152°27′42″ зх. д. / 57.92500° пн. ш. 152.46167° зх. д. (57.925058, -152.461656).  За даними Бюро перепису населення США в 2010 році місто мало площу 19,03 км², з яких 14,14 км² — суходіл та 4,89 км² — водойми.

### Клімат
| Клімат : Узінкі         | Клімат : Узінкі | Клімат : Узінкі | Клімат : Узінкі | Клімат : Узінкі | Клімат : Узінкі | Клімат : Узінкі | Клімат : Узінкі | Клімат : Узінкі | Клімат : Узінкі | Клімат : Узінкі | Клімат : Узінкі | Клімат : Узінкі | Клімат : Узінкі |
| Показник                | Січ.            | Лют.            | Бер.            | Квіт.           | Трав.           | Черв.           | Лип.            | Серп.           | Вер.            | Жовт.           | Лист.           | Груд.           | Рік             |
| Абсолютний максимум, °C | 8,9             | 7,2             | 11,1            | 16,7            | 23,3            | 25,0            | 27,8            | 25,0            | 21,1            | 15,0            | 11,7            | 9,4             | 27,8            |
| Середній максимум, °C   | 1,2             | 1,6             | 3,1             | 5,9             | 10,1            | 13,1            | 15,6            | 16,3            | 12,6            | 7,3             | 3,4             | 1,7             | 7,7             |
| Середня температура, °C | −1,1            | −0,8            | −0,1            | 3,0             | 6,5             | 9,7             | 12,3            | 12,7            | 9,3             | 4,4             | 0,9             | −0,8            | 4,7             |
| Середній мінімум, °C    | −3,4            | −3,2            | −3,2            | 0,0             | 2,9             | 6,2             | 9,0             | 9,0             | 5,9             | 1,4             | −1,5            | −3,3            | 1,7             |
| Абсолютний мінімум, °C  | −20             | −20             | −16,1           | −12,8           | −5              | 1,1             | 5,0             | 1,7             | −3,3            | −8,3            | −12,2           | −15             | −20             |
| Норма опадів, мм        | 222             | 161             | 127             | 197             | 140             | 150             | 125             | 134             | 181             | 202             | 177             | 227             | 2043            |
| ----------------------- | --------------- | --------------- | --------------- | --------------- | --------------- | --------------- | --------------- | --------------- | --------------- | --------------- | --------------- | --------------- | --------------- |
| Джерело: WRCC           |                 |                 |                 |                 |                 |                 |                 |                 |                 |                 |                 |                 |                 |

## Демографія
Згідно з переписом 2010 року, у місті мешкала 161 особа в 56 домогосподарствах у складі 46 родин. Густота населення становила 8 осіб/км².  Було 88 помешкань (5/км²).
Расовий склад населення:
| - 79,5 % — корінних американців - 10,6 % — білих - 0,6 % — азіатів |

До двох чи більше рас належало 9,3 %. Частка іспаномовних становила 1,9 % від усіх жителів.
За віковим діапазоном населення розподілялося таким чином: 25,5 % — особи молодші 18 років, 63,3 % — особи у віці 18—64 років, 11,2 % — особи у віці 65 років та старші. Медіана віку мешканця становила 36,8 року. На 100 осіб жіночої статі у місті припадало 114,7 чоловіків;  на 100 жінок у віці від 18 років та старших — 126,4 чоловіків також старших 18 років.
Середній дохід на одне домашнє господарство  становив 61 171 долар США (медіана — 34 464), а середній дохід на одну сім'ю — 75 250 доларів (медіана — 55 000). Медіана доходів становила 112 813 долари для чоловіків та 35 417 доларів для жінок. За межею бідності перебувало 21,3 % осіб, у тому числі 35,4 % дітей у віці до 18 років та 0,0 % осіб у віці 65 років та старших.
Цивільне працевлаштоване населення становило 66 осіб. Основні галузі зайнятості: публічна адміністрація — 37,9 %, освіта, охорона здоров'я та соціальна допомога — 30,3 %, будівництво — 13,6 %, сільське господарство, лісництво, риболовля — 13,6 %.